# Łotiwka
Łotiwka (ukr. Лотівка) – wieś na Ukrainie, w obwodzie chmielnickim, w rejonie szepetowskim, w hromadzie Hryców. W 2001 liczyła 393 mieszkańców.